# Microrhopala laetula
Microrhopala laetula är en skalbaggsart som beskrevs av J. L. Leconte 1859. Microrhopala laetula ingår i släktet Microrhopala och familjen bladbaggar. Inga underarter finns listade i Catalogue of Life.